# 아이언레이디 (드라마)
《아이언레이디》(Iron Lady)는 2016년부터 방송된 대한민국의 웹드라마이다. tvN의 텔레비전 프로그램 《연극이 끝나고 난 뒤》는 이 드라마와 예능적 요소를 결합한 프로그램이다.

## 출연
- 윤소희 - 고알리 역
- 하석진 - 박력 역
- 이민혁 - 마록희 역
- 유라 - 제니 킴 역
- 안보현 - 차강우 역
- 신승환 - 고근준 역
- 김대국 - 바 매니저 역